# Dianthus carthusianorum
Il garofanino dei Certosini (Dianthus carthusianorum L.) è una  pianta della famiglia delle Cariofillacee.

## Descrizione
Si tratta di una pianta erbacea perenne che cresce fino a 60 cm di altezza. Presenta foglie sottili, lunghe fino a 7 cm e larghe all'incirca 5 mm. I fiori misurano indicativamente 18–20 mm di diametro, variando in quanto a tonalità dal rosa scuro al viola, talvolta addirittura al bianco.

## Distribuzione e habitat
È originaria delle fasce temperate dell'Europa, particolarmente diffusa in habitat asciutti (praterie, brughiere, terreni sabbiosi) ad altitudini fino ai 2.500 m.

## Usi
In passato ha avuto particolare diffusione presso i monasteri e gli annessi giardini, venendo impiegata dai monaci per alleviare il dolore e i reumatismi, grazie alle sue particolari sostanze saponine che la contiene la pianta. Da questo diffuso impiego trarrebbe la specie il nome scientifico.

## Galleria d'immagini

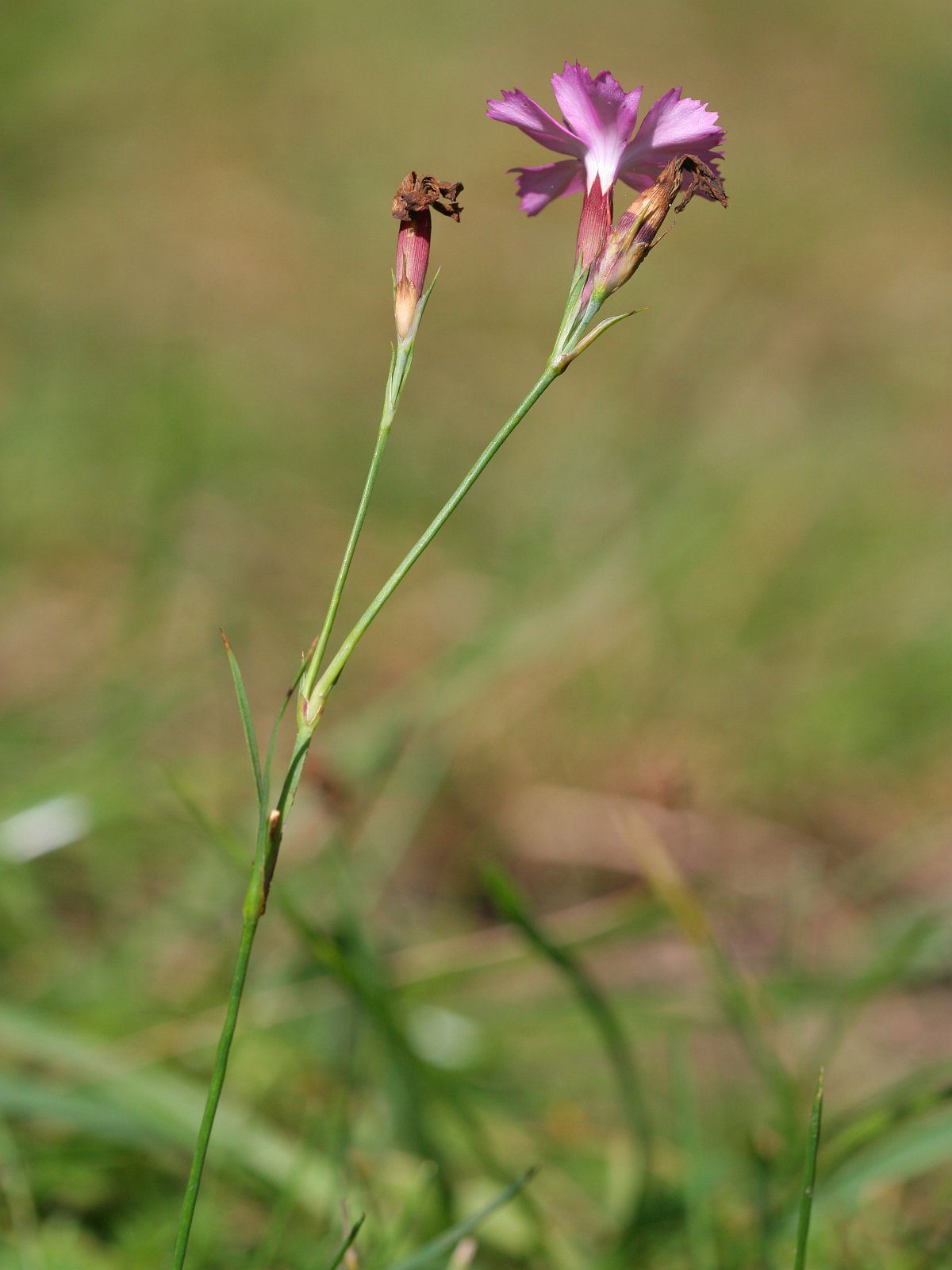
Dianthus carthusianorum subsp. carthusianorum
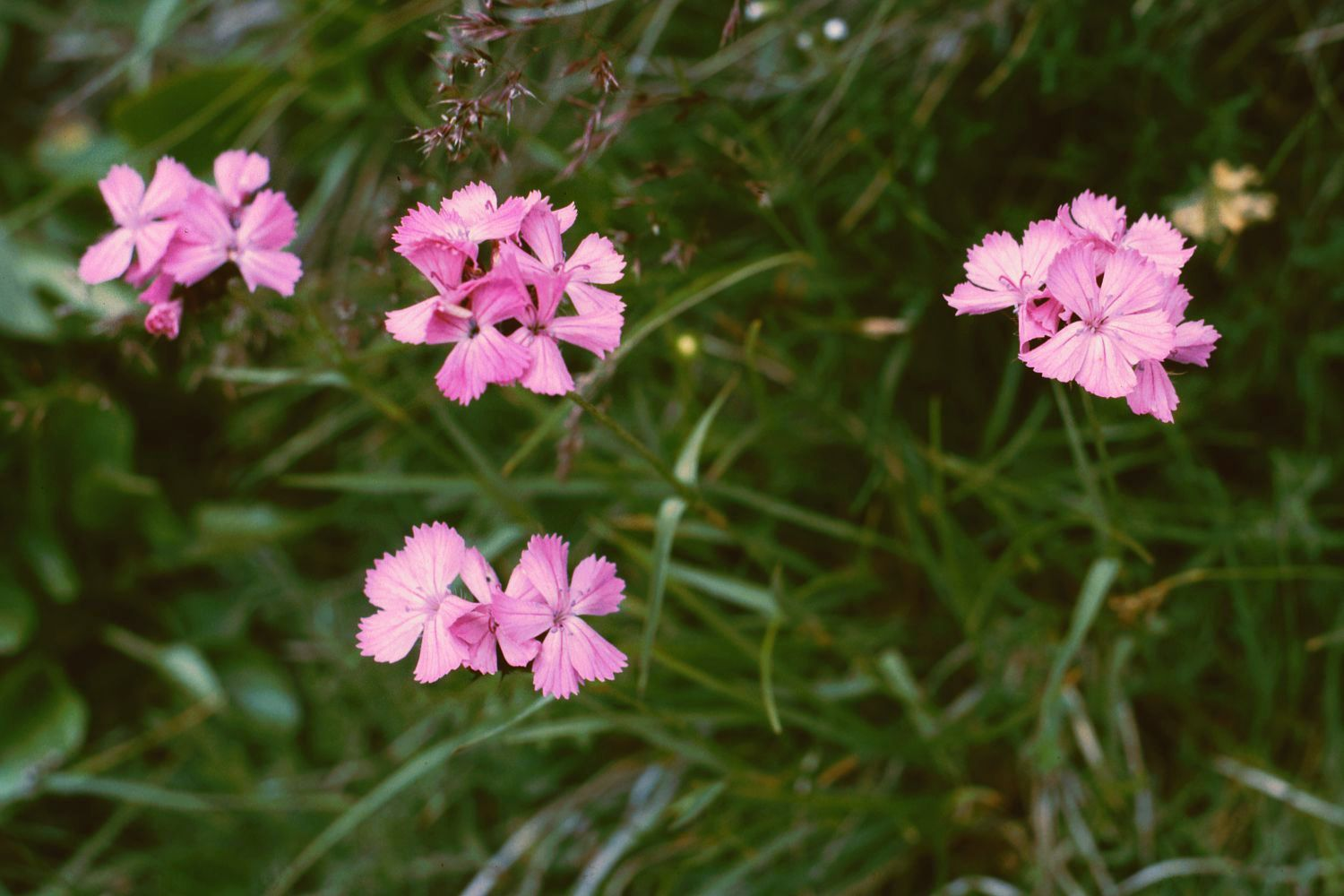
Dianthus carthusianorum subsp. alpestris
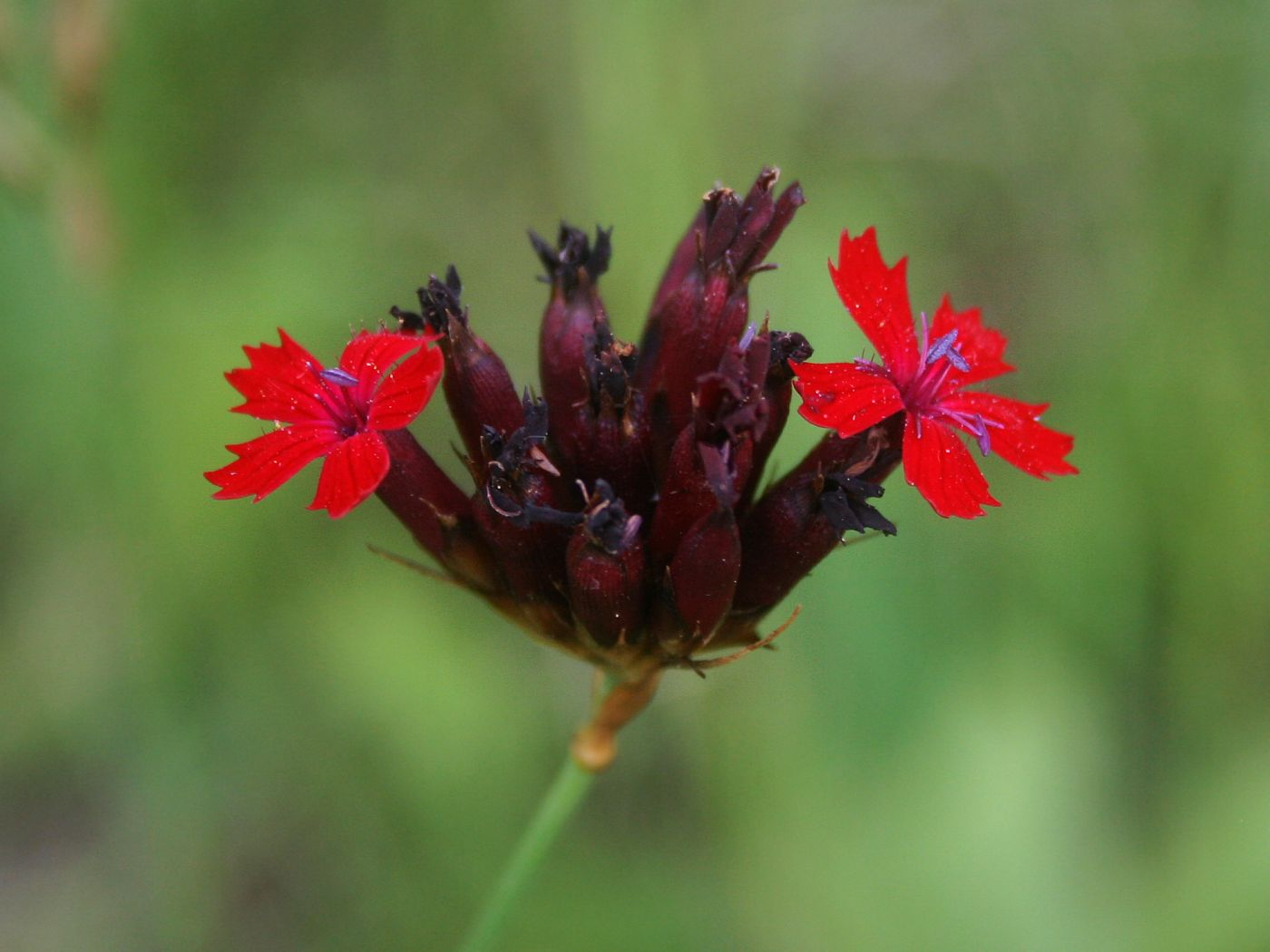
Dianthus carthusianorum subsp. sanguineus
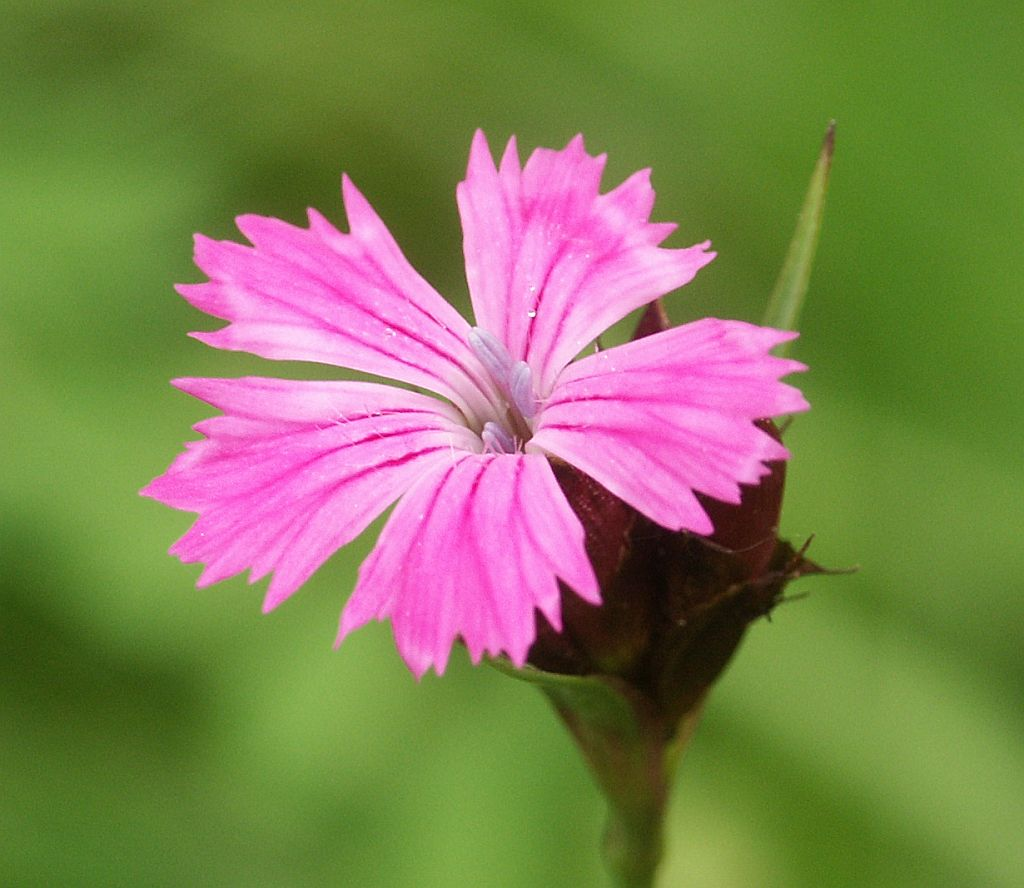